# Eugenio Sirolli
Eugenio Sirolli (Archi, 2 maggio 1916 – Monte Amiata, 16 maggio 1943) è stato un aviatore italiano.
Pilota acrobatico già diciottenne nella Regia Aeronautica e istruttore di volo, fu pluridecorato sul campo fino all'argento nel secondo conflitto mondiale. Con Carlo Emanuele Buscaglia fu tra i sette primi piloti scelti per la realizzanda squadriglia aerosiluranti. 
Il gruppo era noto come i "Quattro Gatti"; lo stemma della squadra di fatti raffigurava quattro teste di gatto, due nere nere è due bianche. 
Morì a 27 anni, in volo di guerra, non a causa del nemico ma poiché il motore del suo caccia Macchi l'abbandonò sui cieli del Monte Amiata (16 maggio 1943). Riposa nel cimitero della sua natia Archi, dove gli fu intitolata la via della sua abitazione.
Gli eredi hanno musealizzato la sua casa natale, allestendo materiale storico e pannelli esplicativi, e carte del diario manoscritto del Pilota. Presso l'ingresso campeggia la targa commemorativa fatta realizzare dal Rotary Club Pescara 
con il motto dannunziano "Sufficit animus".
Un monumento a Sirolli è stato dedicato al Pilota a Pescara nell'omonimo piazzale..